# Billetal
Das Billetal ist ein schleswig-holsteinisches Naturschutzgebiet. Geschützt ist der Teil des Flusses Bille, der zwischen der Grander Mühle und der Einmündung in den Reinbeker Mühlenteich liegt. Geschützt ist dieser 176 Hektar große Flussabschnitt, weil er naturnahe, fließgewässertypische Strukturen mit einer entsprechenden Tier- und Pflanzenwelt aufweist. Das Gebiet steht seit 1987 unter Schutz und ist Bestandteil des europäischen ökologischen Netzes Natura 2000. Zu den besonderen Lebensräumen zählen Fließgewässer mit flutender Vegetation, Hochstaudenfluren, Auwälder und Hainsimsen-Buchenwälder. Das Gebiet grenzt unmittelbar an den Sachsenwald an.
Zur besonderen Avifauna des Gebietes zählen Eisvogel, Gebirgsstelze und die hier überwinternde Wasseramsel. Die Bille weist hier außerdem eine Reihe von Fischarten auf, die besondere Ansprüche an die Wasserqualität stellen. Dazu gehören Bachforelle, Äsche, Bachschmerle und Elritze.

## Belege
1. ↑  Landesamt Schleswig-Holstein, S. 43